# Herkules, Samson und Odysseus
Herkules, Samson und Odysseus (Originaltitel: Ercole sfida Sansone) ist ein italienischer mythologischer Abenteuerfilm, den Pietro Francisci 1963 inszenierte. Er hatte in Deutschland am 1. Mai 1964 Premiere.

## Handlung
Herkules gerät mit dem Abenteurer Odysseus auf hoher See in einen Kampf mit einem Seeungeheuer und wird an den Strand des Philisterreiches gespült. Während die Daheimgebliebenen das Beste hoffen, gelangen die Gefährten in ein Dorf. Die Dörfler verstecken Samson, der dem König von Gaza gram ist. Herkules erledigt einen Stier und einen Löwen und gelangt schließlich mit seinem Begleiter zum Königspalast, wo er aber für Samson gehalten wird und den daraufhin als Geisel gehaltenen Freund nur dann auslösen kann, wenn er ebendiesen Samson besiegt und König Seren ausliefert.
Herkules wird auf der Suche nach Samson von Delilah begleitet, die sich auf seine Seite schlägt, als sie erkennt, wogegen die beiden Männer, die sich verbünden, kämpfen. Währenddessen segelt Argos mit seinen Mannen gen Judäa. Ein Hinterhalt der Philister bei der scheinbaren Übergabe Samsons durch Herkules wird von Odysseus vereitelt; alles kämpft, der Königspalast bricht zusammen, der König stirbt, und die Helden entkommen mit den zu Hilfe gesegelten Argonauten.

## Kritik
„Schon nach den ersten hölzernen Dialogen wird klar, dass es sich um einen "ernsthaften" Versuch handelt, die antike Sagenwelt in einem Eintopfgericht mit viel Muskeln und Sehnen (…) darzureichen.“

„Plattes Eintopfgericht aus der "Küche" der antiken Sagenwelt, gewürzt mit werbefilmähnlichen Bodybuilding-Shows. Gewiß nicht als Parodie gemeint, aber durchweg lächerlich.“

## Bemerkungen
„Die schurkischen Philister in Herkules, Samson und Odysseus tragen Nazi-Helme.“
Derek Elley merkt an, dass der Film unbewusst die Theorie bestärke, die Philister könnten griechischen Ursprunges sein.
Der erste Film, der zwei starke Helden gemeinsam auftreten lässt, spielte in Italien 280 Millionen Lire ein.